# Phorocerosoma vicarium
Phorocerosoma vicarium är en tvåvingeart som först beskrevs av Walker 1856.  Phorocerosoma vicarium ingår i släktet Phorocerosoma och familjen parasitflugor. Inga underarter finns listade i Catalogue of Life.